# Stemninger
Stemninger utkom i oktober 1992 i Norge och Sverige och är ett studioalbum av den norska sångerskan Elisabeth Andreasson, med uppoppade versioner av berömda visor och musikallåtar, och en nyskriven sång av albumets producent Rolf Løvland. Låtarna spelades in i Major Studio i Oslo och Cross Studio i Kristiansand under hösten-vintern 1991–1992. Albumet lanserades som ett slags samlingsalbum med låtar från olika föreställningar som hon medverkat i under början av 1990-talet. På albumet finns bland annat musikallåtarna "Send in the Clowns" och "Over the Rainbow" från showen "Musikkmanesjen" som spelades i Sandefjord under sommaren 1991 och på ABC-Teateret i Oslo under hösten 1992, "All I Ask of You" och "Wishing You Were Somehow Here Again" från musikalen "The Phantom of the Opera", vilken spelades på Musikalteateret på Ås 1992, och Evert Taubes låtar "Nocturne" och "Så skimrande var aldrig havet" från 1992 års sommarföreställning i Sandefjord, "Tid for Taube". Av skivans totalt 10 spår är 9 covers. Den enda originallåten är "Danse mot vår", skriven av Rolf Løvland och Britt Viberg. Albumsläppet var först planerat till mars 1992 men sköts upp till oktober samma år.
Albumets stora hitlåtar blev "Danse mot vår", "Solveigs sang" skriven av Edvard Grieg och Henrik Ibsen, "Over the Rainbow", "Nocturne" och Ed McCurdys "Last Night I had the Strangest Dream", med Cornelis Vreeswijks svenskspråkiga text "I natt jag drömde", vilken också släpptes på singel en tid före albumet. Hon var själv mest glad för att få med låtarna från musikalen "The Phantom of the Opera". Albumet var olikt hennes tidigare, och blev en storsäljare och. Svenskan Åsa Jinder spelar nyckelharpa på två låtar. Den 3 maj 1994 släpptes en nyutgåva av albumet på PolyGram Records AS med det årets norska bidrag till Eurovision Song Contest, "Duett", med Jan Werner Danielsen som bonusspår. Nyutgåvan utkom bara i Norge, där den sålde guld.

## Låtlista

### 1992 års version
1. "Nocturne" (Evert Taube)
2. "All I Ask of You" (Richard Stilgoe/Charles Hart/Andrew Lloyd Webber), duett med Carl Robert Henie
3. "Solveigs sang" (Henrik Ibsen/Edvard Grieg)
4. "Danse mot vår" (Britt Viberg/Rolf Løvland)
5. "Over the Rainbow" (Yip Harburg/Harold Arlen)
6. "Så skimrande var aldrig havet" (Evert Taube)
7. "Wishing You Were Somehow Here Again" (Stilgoe/Hart/Webber)
8. "Tell me on a Sunday" (Don Black/Webber)
9. "Send in the Clowns" (Stephen Sondheim)
10. "I natt jag drömde" (Cornelis Vreeswijk/Ed McCurdy)

### 1994 års version
1. "Nocturne (Evert Taube)
2. "All I Ask of You" (Stilgoe/Hart/Webber), duett med Carl Robert Henie
3. "Solveigs sang" (Henrik Ibsen/Edvard Grieg)
4. "Danse mot vår" (Britt Viberg/Rolf Løvland)
5. "Over the Rainbow" (Yip Harburg/Harold Arlen)
6. "Så skimrande var aldrig havet" (Evert Taube)
7. "Wishing You Were Somehow Here Again" (Stilgoe/Hart/Webber)
8. "Tell Me on a Sunday" (Don Black/Webber)
9. "Send in the Clowns" (Stephen Sondheim)
10. "I natt jag drömde" (Cornelis Vreeswijk/Ed McCurdy)
11. "Duett" (Hans Olav Mørk/Rolf Løvland), duett med Jan Werner

## Medverkande

### Musiker
- Elisabeth Andreassen – sång
- Jan Werner Danielsen – sång på "Duett"
- Carl Robert Henie – sång på "All I Ask of You"
- Svein Dag Hauge – gitarr på "Nocturne" och "Så skimrande var aldrig havet"
- Asbjørn Ruud – gitarr på "Duett"
- Steinar Larsen – gitar på "Duett"
- Rolf Løvland – keyboard, gitarr, programmering, arrangering på "I natt jag drömde"
- Geir Langslet – keyboard på "Duett"
- Jon-Willy Rydningen – keyboard på "Duett"
- Tor Tveit – flygel på "Over the Rainbow"
- Per Tveit – arrangement på "Over the Rainbow"
- Kjetil Bjerkestrand – keyboard, programmering, arrangering på "Solveigs sang"
- Åsa Jinder – nyckelharpa på "Solveigs sang" och "I natt jag drömde"
- Einy Langmoen – violin på "All I Ask of You", "Wishing You Were Somehow Here Again" och "Tell Me on a Sunday"
- Kristin Karlson – violin på "All I Ask of You", "Wishing You Were Somehow Here Again" och "Tell Me on a Sunday"
- Gro Elisabeth Sille – viola på "All I Ask of You", "Wishing You Were Somehow Here Again" och "Tell Me on a Sunday"
- Geir Tore Larsen – cello, violin
- Anne Grethe Orvik – oboe på "Så skimrande var aldrig havet"
- Elin Skjennum – altvokal på "I natt jag drömde"
- Hilde Kjeldsen – altvokal på "I natt jag drömde"
- Marian Lisland – altvokal på "I natt jag drömte"
- Heidi Follestad – sopranvokal på "I natt jag drömde"
- Kristin Fredbo Gramstad – sopranvokal på "I natt jag drömde"
- Signe-Marie Vøybu – sopranvokal på "I natt jag drömde"
- Jan Erik Larsen – tenorvokal på "I natt jag drömde"
- Sven Jøran Michelsen – tenorvokal på "I natt jag drömde"
- Ulf Morten Singstad – tenorvokal på "I natt jag drömde"

### Produktion
- Rolf Løvland – musikproducent
- Per Tveit – musikproducent
- Tomas Siqveland – ljudtekniker, ljudmix
- Per Sveinson – ljudtekniker, ljudmix
- Jan-Erik Tørmoen – ljudtekniker på "Duett"
- Rune Lindquist – ljudtekniker på "Duett"
- Øystein Halvorsen – ljudtekniker på "Duett
- Alf Emil Eik – programmering, ljudtekniker
- Kjetil Bjerkestrand – ljudtekniker på "Solveigs sang"
- Rune Stokmo – foto
- Jørn Dalchow – omslagsdesign
- Lena Asgeirsdottir – omslagsdesign